# Hrochův Týnec

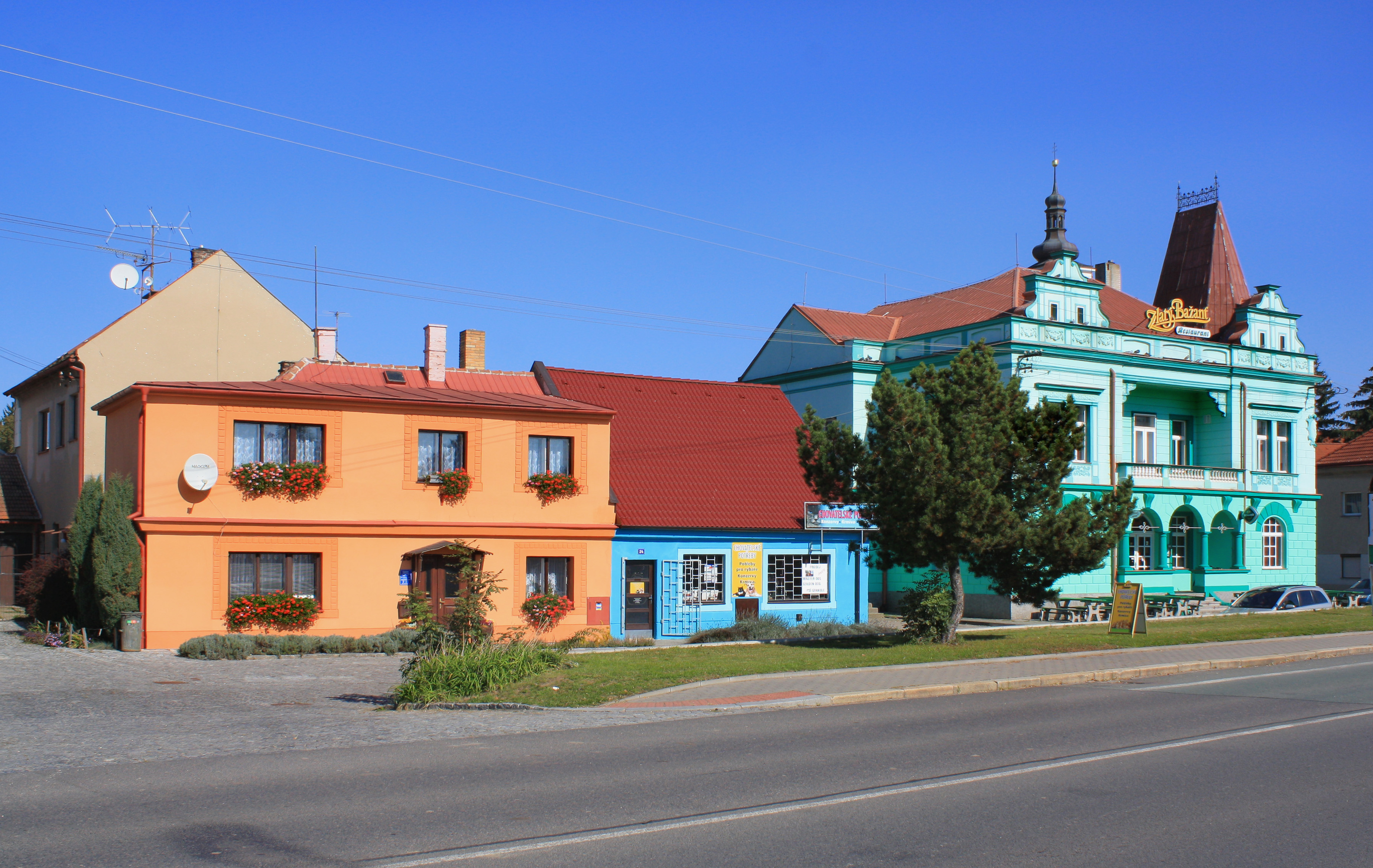
Erhaltene Häuserzeile am Markt

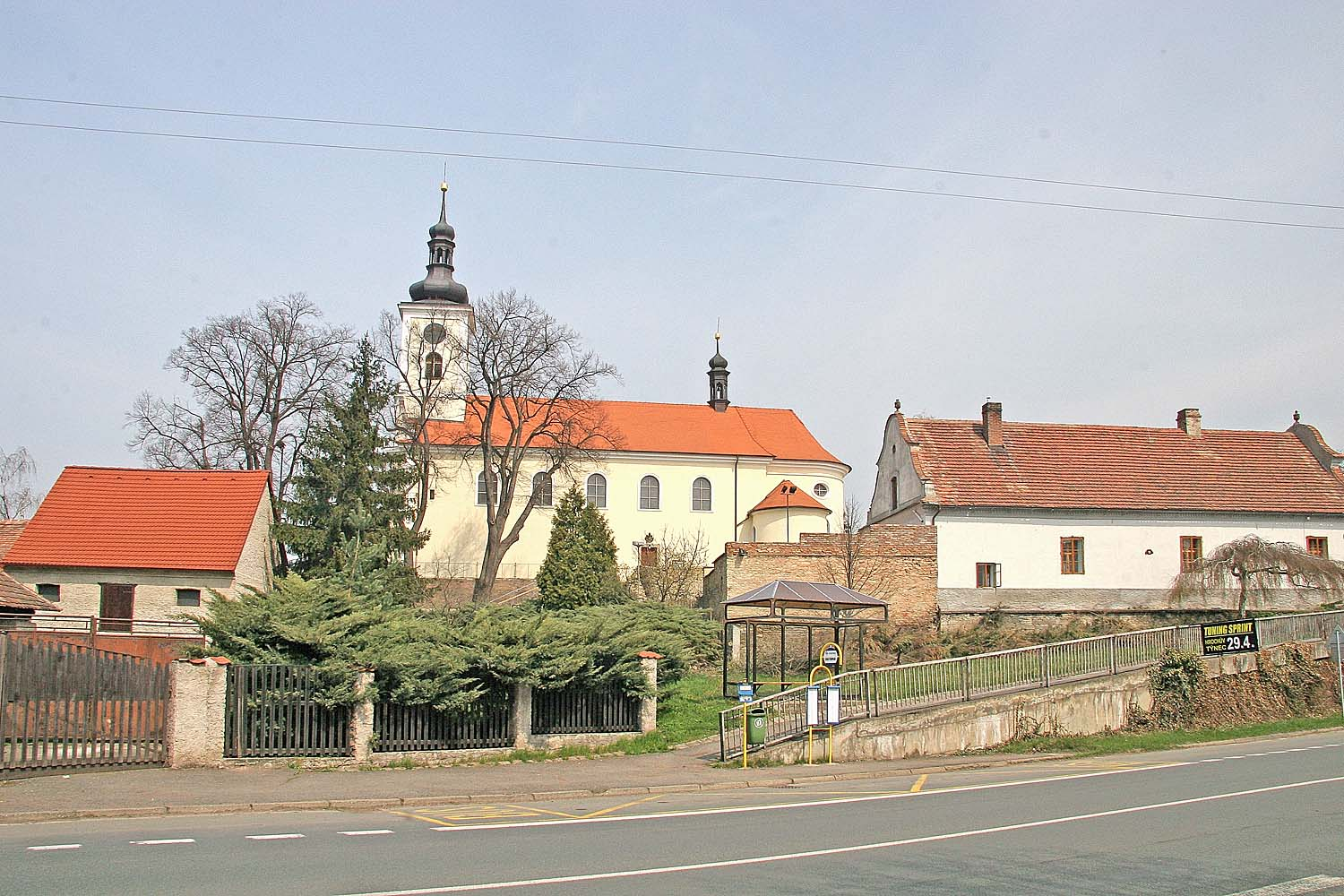
Kirche des hl. Martin

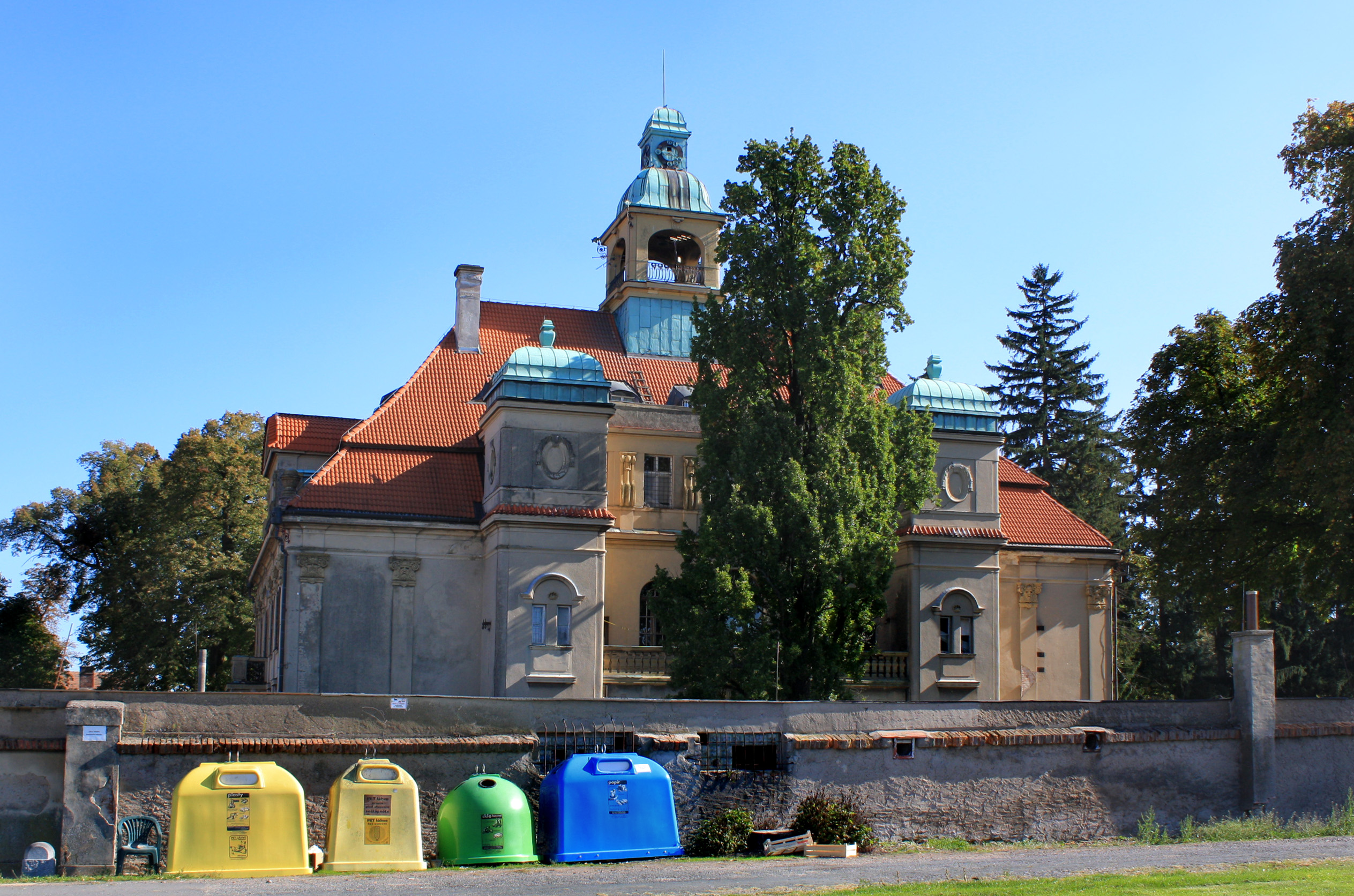
Schloss Hrochův Týnec, Westansicht

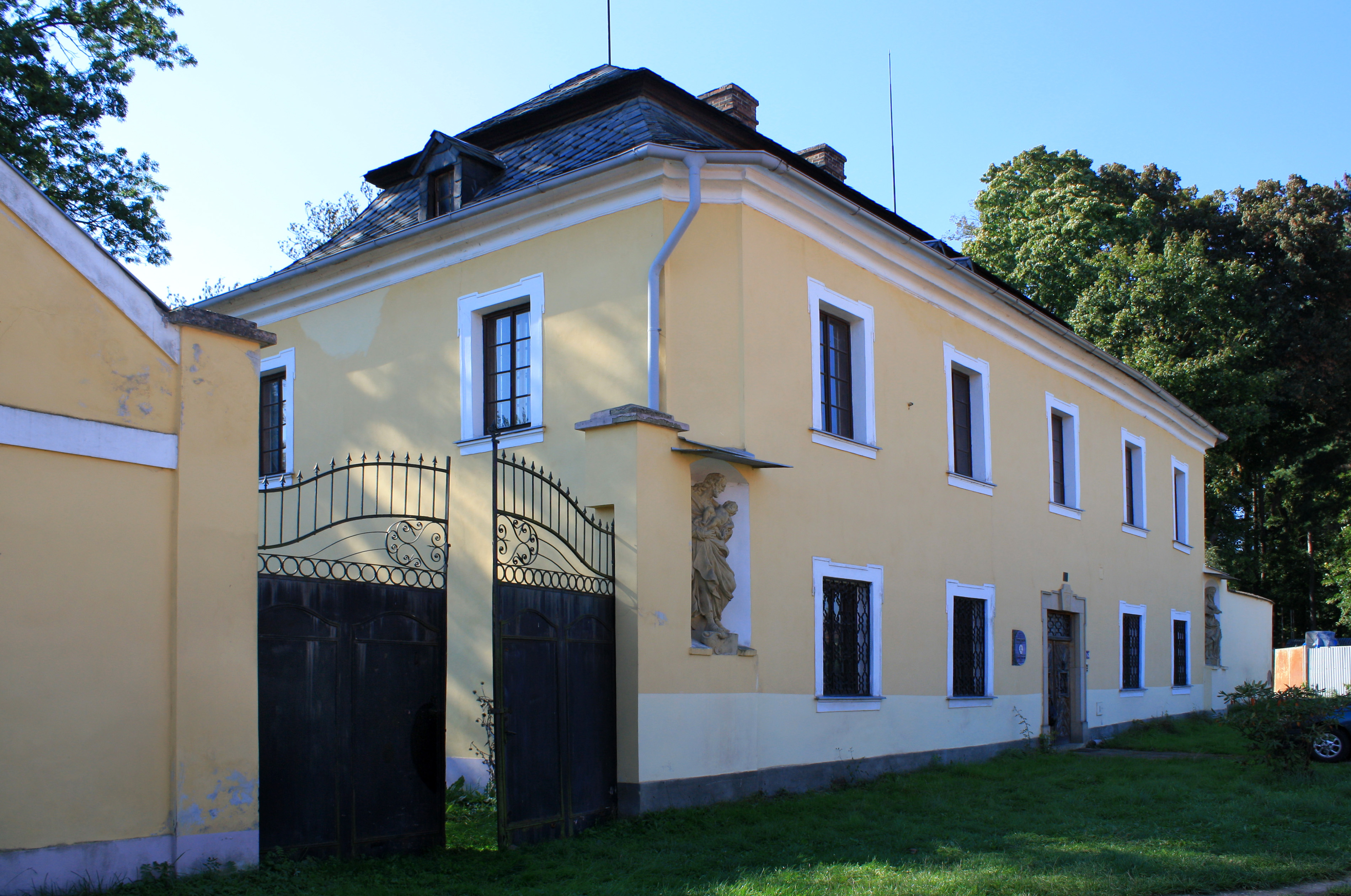
Geburtshaus von Friedrich Simony

Hrochův Týnec (deutsch Hrochowteinitz, auch Hrochow-Teinitz) ist eine Stadt in Tschechien. Sie liegt acht Kilometer östlich von Chrudim und gehört zum Okres Chrudim.

## Geographie
Hrochův Týnec befindet sich auf der Hrochotýnecká tabule (Hrochowteinitzer Tafel) am Bach Ležák, der am nördlichen Stadtrand in die Novohradka mündet. In der Stadt kreuzt sich die Staatsstraße I/17 zwischen Chrudim und Zámrsk mit der II/355 zwischen Pardubice und Chrast. Nördlich verläuft die Bahnstrecke Heřmanův Městec–Borohrádek.
Nachbarorte sind Stíčany, Podbor und Bořice im Norden, Bělešovice, Nové Holešovice und Lipec im Nordosten, Čankovice, Psotnov und Blížňovice im Osten, Skalice und Blansko im Südosten, Přestavlky, Trojovice, Řestoky und Honbice im Süden, Nabočany und Kočí im Südwesten, Turyň und Dolní Bezděkov im Westen sowie Vejvanovice und Hůrka im Nordwesten.

## Geschichte
Über die Anfänge der Siedlung Týnec ist wenig bekannt. Jedoch deutet der altertümliche Name auf eine frühe Entstehung hin. Möglicherweise ist der 1194 genannte Jarozlaus de Tinec der erste nachweisbare Besitzer der Feste Týnec gewesen, jedoch ist eine sichere Zuordnung wegen der Häufigkeit des Ortsnamens nicht möglich. Es wird angenommen, dass in der zweiten Hälfte des 13. Jahrhunderts bei der Feste an der über Chrudim nach Vysoké Mýto und Litomyšl führenden mittelalterlichen Handelsverbindung Trstenická stezka (Strenitzer Steig) zwischen den Furten durch den Ležák und die Novohradka ein größeres mittelalterliches Pfarrdorf gegründet wurde. Als sicher gilt, dass der zwischen 1265 und 1271 nachweisbare Zvmprach de Tynch bzw. Zumrak de Tynz Besitzer der Feste Týnec war.
Die erste urkundliche Erwähnung der aus der Feste und einigen Bauernwirtschaften bestehenden Siedlung Tynez erfolgte am 27. Juni 1293 als Besitz des Elias de Tynez. Weitere nachweisliche frühe Grundherren waren Hereš von Týnec (1368) sowie Petr und Přibík von Týnec und Chroustovice (1397). Der älteste Nachweis der Pfarrkirche St. Martin stammt von 1349.
Seit 1448 gehörte das Gut dem Jan Hroch von Týnec. Das Vladikengeschlecht der Hroch von Mezilesice hielt den Besitz ein Jahrhundert. Seit dieser Zeit führt das Dorf den Namen Hrochův Týnec. Auf Hroch Týnecký, der Hrochův Týnec von 1513 bis 1550 besaß, folgte Peter Hamza von Zábědovice, der zugleich im Auftrag der jugendlichen Söhne Johann von Pernsteins als Verwalter der umfangreichen Pernsteinschen Güter eingesetzt war. König Ferdinand I. erhob Hrochův Týnec 1554 zum Städtchen und erteilte ihm ein Wappen und Siegel. Nach Peter Hamzas Tod erbte 1557 dessen Witwe Johanna das Gut und überließ es ihren zweiten Ehemann Prokop Štítný von Štítné. Nachfolgende Besitzer waren ab 1577 Adam und Johann Štítný von Štítné. Da das Aussterben des Geschlechts Štítný von Štítné nach dem Tod der beiden kinderlosen Brüder absehbar war, verkaufte Adam Štítný von Štítné die Feste Hrochův Týnec mit dem gleichnamigen Städtchen 1583 für 5750 Schock Böhmische Groschen an Nikolaus Popel von Lobkowitz auf Nový hrad bei Boží Dům. Dieser erwarb 1584 von Johann d. Ä. Lukavecký von Lukavec noch die Feste und das Dorf Bezděkov hinzu, vereinigte beide Güter und schloss sie seiner Herrschaft Nový hrad an. Bei seinem Tode hinterließ er drei unmündige Kinder (Anna, Nikolaus und Jan Viktorin) sowie hohe Schulden. Die Verwaltung der drei Güter übernahm sein Bruder Ladislav der Ältere von Lobkowitz, der dazu 1592 auf seine Frau Maria Magdalena von Salm-Neuburg eine Grundschuld von 6150 Schock Böhmischen Groschen in der Landtafel eintragen ließ.
Bei der Erbteilung zwischen seinen Söhnen Nikolaus und Johann Viktorin von Lobkowitz wurde die Herrschaft Nový hrad 1594 in die zwei Herrschaften Hrochův Týnec und Nový hrad geteilt. Die Johann Viktorin von Lobkowitz zugefallene Herrschaft Hrochow-Teinitz mit Bezděkov wurde dabei um den nördlichen Teil der Nowyhrader Dörfer (mit der Rychta Řepníky, Střemošice und Zádolí) sowie Svařeň und Libecina erweitert. Die neue Herrschaft bestand somit aus zwei räumlich getrennten Teilen um Hrochův Týnec und Řepníky, später kam noch ein dritter abgetrennter Teil um Střítež im Eisengebirge hinzu. Johann Viktorin von Lobkowitz starb bereits 1595 in jungen Jahren, seine überschuldete Herrschaft übernahm der Gläubiger Johann Kolowrat-Bezdružický. Nach der Schlacht am Weißen Berg wurde die seinem Sohn Ludwig Kolowrat-Bezdružický gehörige Herrschaft konfisziert. Nachfolgende Besitzer waren von 1622 bis 1706 die Freiherren Zeller von Rosenthal. 1629 erwarb Kaspar Zeller von Rosenthal das landtäflige Gut Trojowitz und schlug es der Herrschaft zu. Im Dreißigjährigen Krieg wurde das Städtchen in den Jahren 1639–48 mehrmals von schwedischen Truppen geplündert und verwüstet, die Feste wurde dabei zerstört. Die Pfarrei erlosch ebenfalls während des Krieges, die Kirche wurde zur Filiale von Trojowitz.
In dieser Zeit erfolgte die Abtrennung eines freien Stadtgutes, als dessen Besitzer seit 1644 David Fleischmann von Tumbach auf Woitz und Luschan sowie dessen Frau Anna Katharina von Knobloch nachweisbar sind. Ab 1655 besaßen die Herren Puchart Voděradský von Voděrady das Stadtgut, das 1682 wieder mit der Herrschaft vereinigt wurde.
Auf Initiative von Anna Beatrix Zeller von Rosenthal wurde 1689 in Hrochow-Teinitz wieder eine Pfarrei gestiftet, der 1704 die Trojowitzer Kirche als Filiale zugewiesen wurde. Nordwestlich der wüsten Feste ließen die Freiherren Zeller von Rosenthal ein Schloss errichten. Kaiser Leopold I. erteilte dem Städtchen 1694 das Privileg für vier Jahrmärkte, das er 1698 noch um das Recht zum Pferde- und Rinderhandel erweiterte. Johann Wenzel Zeller von Rosenthal vermachte die Herrschaft 1706 testamentarisch dem Prämonstratenserkloster Hradisko. 1718 ließ der Abt Robert Sanci auf dem Kopeček an der Ostseite des Marktes die prachtvolle Wallfahrtskapelle der Mutter Gottes erbauen. Das nördlich der Stadt gelegene Dörfchen Zásadí erlosch in der Mitte des 18. Jahrhunderts. Durch Kaiser Franz I. erhielt das Städtchen 1765 weitere Marktprivilegien. Nach der Aufhebung des Klosters fiel die Herrschaft 1786 dem mährischen Religionsfonds zu und unterstand der k.k. böhmischen Staatsgüteradministration. Der zwischen 1804 und 1815 erfolgte Bau der Kaiserstraße zwischen Chrudim und Hohenmauth brachte dem Städtchen einen wirtschaftlichen Aufschwung. 1824 erfolgte der Verkauf der Herrschaft an Georg Prokop von Lilienwald; nach dessen Tod gehörte sie von 1828 bis 1837 seinem Sohn Gustav, danach dessen Bruder Adalbert.
Im Jahre 1835 umfasste die im Chrudimer Kreis gelegene Herrschaft Hrochow-Teinitz eine Gesamtfläche von 6233 Joch 1140 Quadratklafter auf der 3804 tschechischsprachige Personen, darunter vier protestantische und eine israelitische Familien lebten. Haupterwerbsquelle bildete die Landwirtschaft. Die Herrschaft bewirtschaftete einen Meierhof in Hrochow-Teinitz, die übrigen vier in Střemoschitz, Trojowitz, Bezdiekau und Unter-Babakow (Dolní Babákov) waren seit 1786 emphyteutisiert. Die Wälder umfassten 2761 Metzen und wurden durch die beiden Forstreviere Babakow und Střemoschitz bewirtschaftet. Zur Herrschaft gehörten der Marktflecken Hrochow-Teinitz, die Dörfer Bezdiekau, Hlina, Libecina, Ober-Babakow (Horní Babákov), Řepnik, Střemoschitz, Střiteř, Swařen (Svařeň), Trojowitz, Unter-Babakow und Zadoly sowie Anteile von Čankowitz, Hluboka und Weißrössel.
Der an der mährischen Poststraße gelegene untertänige Marktflecken und Amtsort Hrochow-Teinitz bzw. Hrochowa Tegnice, auch Hrachow-Teinitz genannt, bestand aus 159, vorwiegend aus Holz gebauten Häusern, in denen 964 Personen, darunter eine israelitische Familie lebten. Im Ort gab es ein herrschaftliches Schloss mit Obstgarten, einen herrschaftlichen Meierhof, ein dominikales Bräuhaus, ein dominikales Branntweinhaus, ein Rathaus, zwei Gast- und Einkehrhäuser und eine Mühle. Unter dem Patronat der Obrigkeit standen die Pfarrkirche St. Martin, die Pfarrei und die Schule. Abseits lag die ehemalige Fasanerie mit einem Jägerhaus. Der Marktflecken besaß einen eigenen Marktrichter und führte ein eigenes Rotwachssiegel. In Hrochow-Teinitz wurden fünf unbedeutende Jahrmärkte abgehalten, das Privileg für Wochenmärkte wurde nicht ausgeübt. Hrochow-Teinitz war Pfarrort für Blansko, Bližnowitz (Blížňovice), Bořitz, Čankowitz, Honbitz, Libanitz, Nabotschan, Podbor, Přestawlk, Skalitz (Skalice), Trojowitz und Zagezdetz. 1844 verkaufte Adalbert von Lilienwald die Herrschaft an den Leinenfabrikanten Peter Josef Schlechta aus Lomnitz an der Popelka, der 1847 in Hrochow-Teinitz eine Mädchenflachsspinnschule gründete und das Schloss von einem Englischen Park umgeben ließ. Bis zur Mitte des 19. Jahrhunderts blieb Hrochow-Teinitz immer der Allodialherrschaft Hrochow-Teinitz untertänig.
Nach der Aufhebung der Patrimonialherrschaften bildete Hrochův Týnec ab 1849 mit dem Ortsteil Bezděkov eine Marktgemeinde im Gerichtsbezirk Chrudim. Im Jahre 1853 wurde Hrochův Týnec zu Stadt erhoben.
Peter Josef Schlechta trat 1858 aus dem Familienunternehmen Peter August Schlechta & Sohn in Lomnitz aus und konzentrierte sich auf die Verwaltung seiner Grundherrschaft Hrochův Týnec; 1859 wurde er mit dem Prädikat Schlechta von Hrochow (Šlechta z Hrochova) geadelt. Ab 1868 gehörte die Stadt zum politischen Bezirk Chrudim. In den 1870er Jahren löste sich Bezděkov los und bildete eine eigene Gemeinde. 1871 gründete Peter Josef Schlechta von Hrochow die Actien-Zuckerfabrik Hrochow-Teinitz. Schlechta von Hrochow legte 1878 den Vorsitz des Aufsichtsrates bei der Zuckerfabrik nieder, verkaufte die Grundherrschaft an den Pardubitzer Unternehmer Josef Kraus und zog nach Lomnitz zurück.
Im Jahre 1899 wurde der Verkehr auf der Lokalbahn von Heřman-Městec nach Borohradek mit Abzweigung von Hrochow Teinitz nach Chrast aufgenommen. 1921 bestand die Stadt aus 179 Häusern. 1924 erwarben Otakar und Melánie Tůma das Schloss von Josef Kraus. 1945 wurde das Schloss verstaatlicht. Nach dem Februarumsturz von 1948 verlor Hrochův Týnec die Stadtrechte. Wegen des zunehmenden Verkehrs auf der Silnice I/17 entwickelte sich die enge Ortsausfahrt vom Markt in Hrochův Týnec über den Kopeček nach Osten in den 1950er Jahren zunehmend zu einem Hindernis. Anstatt den Fernverkehr mit einer Ortsumfahrung um Hrochův Týnec zu leiten, griffen die Verkehrsplaner zu einer rigorosen Maßnahme: die Häuser an der erhöhten Ostseite des Marktes einschließlich der Schule wurden abgebrochen und durch den Kopeček ein tiefer Geländeeinschnitt für die neue Straßenführung angelegt. Durch diesen Eingriff gingen die wichtigsten Kompositionselemente des historischen Stadtkerns verloren und die räumliche Geschlossenheit des Marktes mit seiner dicht gedrängten Umbauung zerstört.
1965 erfolgte die Eingemeindung von Blansko (mit Skalice) und Stíčany. Am 1. Juli 1974 wurde Dolní Bezděkov erneut nach Hrochův Týnec eingemeindet. Die Bahnstrecke Hrochův Týnec–Chrast u Chrudimi wurde 1980 endgültig stillgelegt und ab 1982 demontiert. Am 1. Januar 1989 wurde Přestavlky (mit Zájezdec) eingemeindet sowie Blížňovice von Čankovice nach Hrochův Týnec umgemeindet. 1990 lösten sich Dolní Bezděkov, Přestavlky und Zájezdec wieder von Hrochův Týnec los. Seit 2010 ist die Gemeinde Eigentümer des Schlosses. Am 19. April 2011 wurden die Stadtrechte von Hrochův Týnec erneuert.

## Gemeindegliederung
Die Stadt Hrochův Týnec besteht aus den Ortsteilen Blansko, Blížňovice (Blischowitz, auch Blischnowitz), Hrochův Týnec (Hrochowteinitz), Skalice (Skalitz) und Stíčany (Stitschan) sowie dem Wohnplatz Psotnov und der Wüstung Zásadí (Sasady).
Das Gemeindegebiet gliedert sich in die Katastralbezirke Blansko u Hrochova Týnce, Blížňovice, Hrochův Týnec und Stíčany.

## Sehenswürdigkeiten
- Kirche des hl. Martin, erbaut 1723–28 anstelle eines gotischen Vorgängerbaus, von dem nur die 1680 errichtete Zellersche Kapelle der Jungfrau Maria erhalten blieb. An der Nordwestseite wurde 1830–31 die antikisierende Gruft der Familie von Lilienwald angebaut, die später als Totenhalle genutzt wurde.
- Pfarrhaus, errichtet im 18. Jahrhundert
- Schloss Hrochův Týnec, erbaut zum Ende des 17. Jahrhunderts für die Freiherren Zeller von Rosenthal. 1717 ließen es die Prämonstratenser aus Hradisko umbauen, erweitern und die Kapelle Unserer Lieben Frau anbauen. Grundlegende Umgestaltungen erfolgten 1877–79 für Josef Kraus sowie 1924–25 für Otakar Tůma; bei letzterer erfolgte auch der Aufbau des zweiten Stockwerkes. Nach dem Zweiten Weltkrieg diente das Schloss als Kinderheim mit Schule sowie Erziehungszentrum. Seit 2010 gehört das Schloss der Stadt. Das Schlosstor stammt aus dem Jahre 1717.
- Ehemalige Wallfahrtskapelle der Mutter Gottes auf dem Kopeček an der Ostseite des Marktes. Sie wurde 1718 im Auftrag des Hradiskoer Abtes Robert Sanci errichtet und war mit einem halbrunden Kreuzgang verbunden, in dem sich Zimmer zur Übernachtung der Ordensbrüder befanden. Die prunkvolle Anlage wurde im Volksmund Neues Schloss genannt. 1783 wurde die Kapelle aufgehoben und wenig später zur Schule umgebaut. Nach dem Schulbrand von 1834 erfolgte der Abbruch der ehemaligen Kapelle, an ihrer Stelle entstand das neue Schulhaus. Erhalten blieb ein Teil des Kreuzganges, der jedoch 1950 dem Ausbau der Staatsstraße zum Opfer fiel. Einzige erhaltene Reste der Kapelle sind die Statuen der hl. Anna und des hl. Josef von der Treppe zur Kapelle, die in eine Mauernische vor dem Haus Nr. 143 am Schloss versetzt wurden.
- Haus Nr. 143, das eingeschossige barocke Gebäude aus dem Jahre 1747 ist das Geburtshaus von Friedrich Simony
- Kapelle der hl. Anna auf dem Neuen Friedhof, sie wurde 1832 erbaut und 1891 umgestaltet
- Säule des hl. Johannes von Nepomuk, geschaffen 1716

## Söhne und Töchter der Stadt
- Friedrich Simony (1813–1896), Alpenforscher
- Adolf Švadlenka (1904–1942), Mitglied der Gruppe Silver A, geboren in Blížňovice
- Lukáš Gdula (* 1991), Geher